# لیسه عالی عبدالرحیم شهید
لیسه عالی عبدالرحیم شهید
یکی از بزرگترین دبیرستان‌های کابل است که دارای حدوداً ۱۸ هزار دانش‌آموز، ۳۵۰ آموزگار و ۱۱ تیم فوتبال است. این دبیرستان در منطقه پرجمعیت غرب کابل، دشت برچی موقعیت دارد. تدریس در این دبیرستان از پایه اول تا پایه دوازدهم در سه زمان (صبح‌گاهی، عصر و شبانه) صورت می‌گیرد. این دبیرستان با کمبود شدید امکانات و فضای آموزشی با توجه به تعداد دانش‌آموزان آن روبروست.

### حمله داعش به لیسه عالی عبدالرحیم شهید
سی فروردین ۱۴۰۱ داعش به این دبیرستان حمله انتحاری انجام داد که منجر به کشته‌شدن شش نفر و زخمی‌شدن یازده نفر شد. این حمله محکومیت‌های جهانی را در پی داشت. عده‌ای معتقدند که داعش با این حملات قصد دارد تا شیعیان را که ساکنان اصلی این مناطق هستند، مرعوب بسازد.

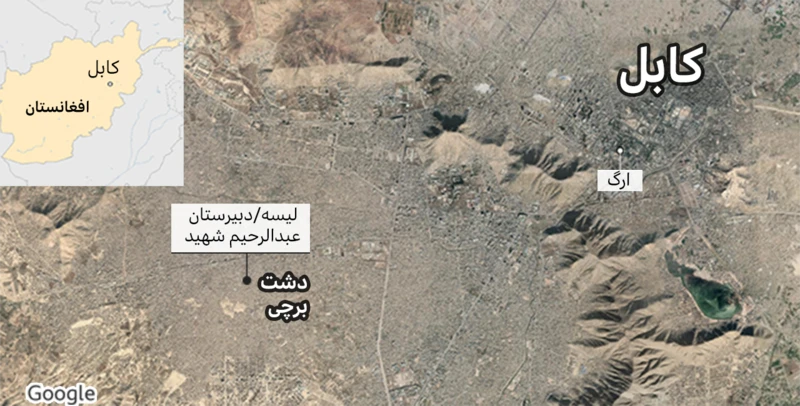
موقعیت لیسه عالی عبدالرحیم شهید